# 박선 (1596년)
박선(朴璿, 1596년~1669년)은 조선 시대의 유학자였던 문장가이자 문인이었다.
본관은 무안(務安), 자(字)는 계헌(季獻)이고, 호(號)는 도와(陶窩).

## 생애

### 주요 이력
지난날 경상우도 수군절도사 직책을 지냈던 전직 무관 겸 군관 출신의 박의장(朴毅長, 1555~1615)의 아들로 출생한 그는 어린 시절 이미 문명(文名)을 떨쳤으며, 그 후 유진(柳袗 1582~1635)·장현광(張顯光 1554~1637) 등을 사사한 그는 문인 수학 시절 자신의 거처 벽에 "궁불실의(窮不失義, 아무리 어려워도 의로움을 잃지 않음.)"라는 글씨를 써두고 늘 자신의 행동을 스스로 살피었다.
1629년(인조 7) 전라도 관찰사의 추천으로 음서 천거되어 동몽교관(童蒙敎官)에 제수되었으나 1년 여만에 사임하고 향리로 돌아와 후진 양성에 전념하였다.

## 사후
후예들도 그의 학덕을 추모하고자 도계사우(陶溪祠宇)를 창건하였다.

## 저서
그의 저서로는 《도와집(陶窩集)》 4권이 있다.